# Mimonthophagus semisetosus
Mimonthophagus semisetosus är en skalbaggsart som beskrevs av D'orbigny 1902. Mimonthophagus semisetosus ingår i släktet Mimonthophagus och familjen bladhorningar. Inga underarter finns listade i Catalogue of Life.